# Paul-Arnsberg-Denkmal

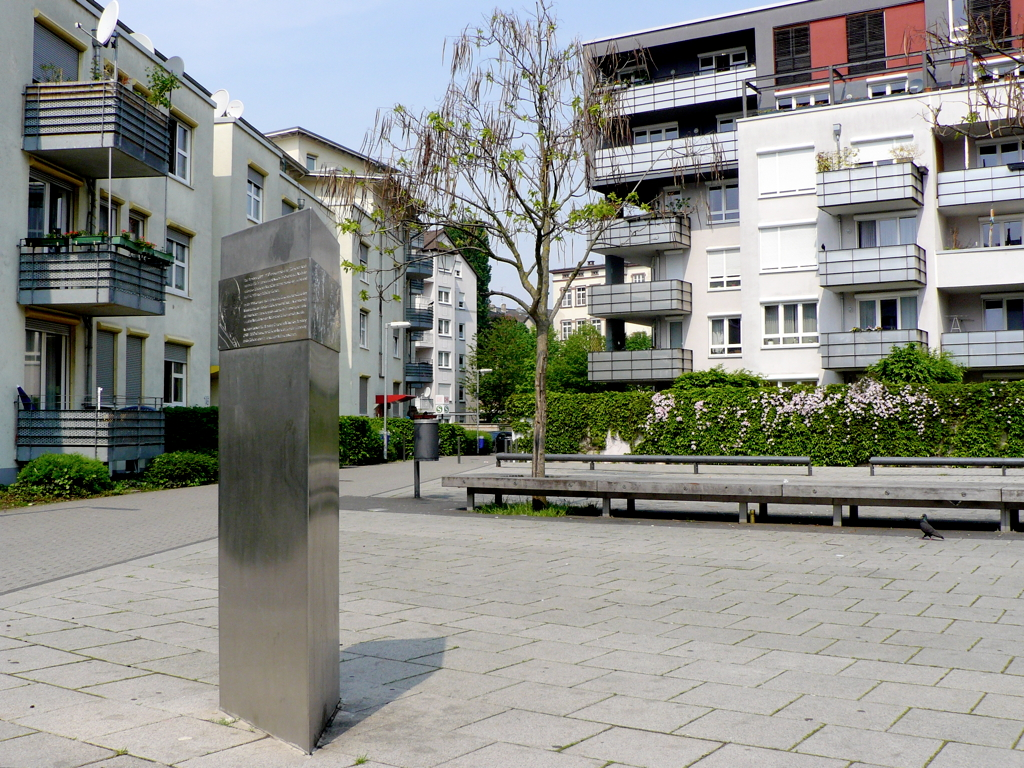
Paul-Arnsberg-Denkmal auf dem Paul-Arnsberg-Platz in Frankfurt am Main

Das Paul-Arnsberg-Denkmal in Frankfurt am Main ist dem Frankfurter Juristen, Publizisten und Historiker Paul Arnsberg gewidmet. Die Stele wurde von dem Bildhauer Clemens M. Strugalla entworfen und im Mai 2011 auf dem im Jahr zuvor neu gestalteten Paul-Arnsberg-Platz im Stadtteil Ostend aufgestellt.

## Ausführung

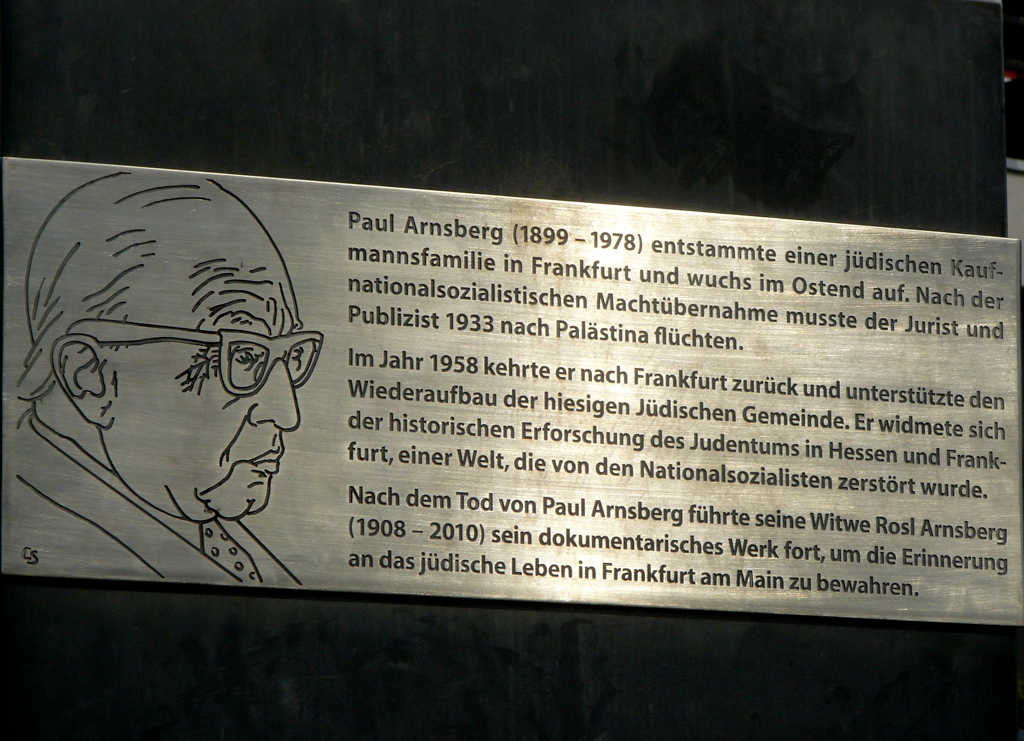
Porträt mit Widmung auf einer Seite der Gedenkstele

Die als geradlinige und überwiegend glattflächige Dreiecksäule ausgeführte Gedenkstele wurde aus Edelstahl angefertigt. Sie ist etwas unterhalb ihrer Oberkante mit einem umlaufenden Reliefband versehen, das neben eingravierten stilisierten Motiven ein Porträt Arnsbergs und eine Inschrift trägt. Die Motive sollen jüdische Festtage symbolisieren und das jüdische Leben darstellen, durch das dieser Stadtteil bis zum Beginn des Holocaust maßgeblich geprägt war.
Der neben dem Porträt eingearbeitete Text lautet:
„Paul Arnsberg (1899 – 1978) entstammte einer jüdischen Kaufmannsfamilie in Frankfurt und wuchs im Ostend auf. Nach der nationalsozialistischen Machtübernahme musste der Jurist und Publizist 1933 nach Palästina flüchten.
Im Jahr 1958 kehrte er nach Frankfurt zurück und unterstützte den Wiederaufbau der hiesigen Jüdischen Gemeinde. Er widmete sich der historischen Erforschung des Judentums in Hessen und Frankfurt, einer Welt, die von den Nationalsozialisten zerstört wurde.
Nach dem Tod von Paul Arnsberg führte seine Witwe Rosl Arnsberg (1908 – 2010) sein dokumentarisches Werk fort, um die Erinnerung an das jüdische Leben in Frankfurt am Main zu bewahren.“

## Realisierung
Die Aufstellung der Gedenkstele wurde vom Ortsbeirat 4 angeregt und zum Teil finanziert. Unterstützt wurde das Projekt von der Henry-und-Emma-Budge-Stiftung, der jüdischen Gemeinde Frankfurts, vom Jüdischen Museum Frankfurt am Main, vom Institut für Stadtgeschichte und dem Kulturamt der Stadt.

## Verkehrsanbindung
Der Paul-Arnsberg-Platz ist mit den S-Bahn-Linien S1–S6, S8 und S9 über den S-Bahnhof Ostendstraße zu erreichen, mit der Straßenbahn durch die Linien 11 und 14 und deren Haltestellen Ostendstraße oder Zobelstraße. Der nächste U-Bahnhof Ostbahnhof wird von der Linie U6 angefahren.